# Lydie Watier
Pour les articles homonymes, voir Watier.
 (décembre 2021).
Lydie Bernard née Watier, née le 29 décembre 1897 à Cornas en Ardèche, morte le 1er septembre 1976 à Guilherand dans l'Ardèche, est l'une des premières pasteures protestantes françaises.

## Biographie
Fille du pasteur Fernand Watier, elle étudie à l’École supérieure des ministères féminins qui dispensait une formation théologique sur deux ans, préparant les femmes à des postes d’assistantes de paroisse.
Dans les années 1925-1930, elle est en poste à Saint-Véran, où elle assure l’instruction religieuse, les visites, la diaconie, les cultes.
Lydie Watier, par son action et son engagement, participe à un long mouvement qui aboutit en 1966 à la décision « d’accueillir et d’ordonner des femmes comme des hommes au ministère de la Parole comme à ceux de la Diaconie », adoptée par le synode de l'Église réformée de France par 74 voix pour et 7 contre.
Après Saint-Véran, Lydie Watier devient secrétaire de l'UCJF, une association sociale protestante, puis directrice de la « Villa Bonne Humeur » de la Mission populaire, pour les orphelins.